# Sándor Marghescu
Sándor Marghescu (* 28. August 1929 in Ungarn; † 2. September 2015) war ein Dermatologe, Hochschullehrer an der Medizinischen Hochschule Hannover (MHH) und Leiter der Hautklinik Linden in Hannover.

## Leben
Sándor Marghescu leitete ab 1976 bis zu seiner Pensionierung im Jahr 1994 die Hautklinik Linden. 1977 wurde er überdies auf den Lehrstuhl für Dermatologie der MHH berufen. Nach seinem Tod hoben seine „[...] ehemaligen Mitarbeiterinnen und Mitarbeiter“ in ihrer Traueranzeige neben seinem Können Marghescus „[...] respektvollen Umgang mit allen ihm Anvertrauten“ hervor sowie seinen „[...] Einsatz für seine geliebte Heimat Ungarn“.

## Schriften
- Allergische Arzneiexantheme. Pathomechanismus, Klinik, Testung, Therapie (= Beiträge zur Dermatologie, Bd. 3). Erlangen: Perimed-Verlag Straube, 1978, ISBN 3-921222-59-1
- Zusammen mit Helmut H. Wolff: Untersuchungsverfahren in Dermatologie und Venerologie, 3. Auflage, München: Bergmann, 1982, ISBN 3-8070-0329-0 und ISBN 0-387-00329-0 (Springer Verlag, kartoniert)